# 應奎
應奎（15世紀—16世紀），字方塘，浙江金華府永康縣人，明朝政治人物。

## 生平
弘治十四年（1501年），應奎中式辛酉科浙江鄉試舉人，次年（1502年）會試中副榜，授和州學正，在當地端正軌範、嚴行條約，八年後陞任武昌府教授，因為父喪去職，服闋後，改授廣信府教授。
在和州時，應奎曾搗毀梓潼神祠，改祀名宦；在武昌時，又搗毀歸山真武廟，改建為學宮中的名宦鄉賢祠；在廣信時恢復侵吞民田的謝疊山墓，立祠祭祀其一家死節者七人，又請求用婁氏官房祀名宦鄉賢，《三州賢哲錄》詳細記載了他這些事蹟。他曾主廣西和廣東鄉試，取錄多位名士。秩滿後繞道掃墓，因此稱病不起，在家以修己型家為己任，不入城市。八十歲去世，清朝雍正二年（1724年）入祀鄉賢祠。

## 引用
1. 1 2  光緒《永康縣志·卷八·人物》：應奎，字方塘，宏治辛酉舉人，以壬戌乙榜進士授和州學正，端軌範、嚴條約，以身先之；居八年擢湖廣武昌教授，尋以憂去職，服闋授江西廣信教授。其在和州毀梓潼神祠以祀名宦，在武昌毀漢陽歸山真武廟創立名宦鄉賢祠於學宮，在廣信謝疊山墓侵於民為復之，仍立祠祀其一家死節者七人，又請婁氏沒官房以祀名宦鄉賢，皆不顧禍福恩怨而身任為之，著《三州賢哲錄》以記其事。嘗典廣西廣東鄉試，見明守定得士為多，秩滿假道省墓，遂謝病不起，居家以型家範俗為事，足跡不及城府，年八十卒，雍正二年崇祀鄉賢。